# ات بای لامباخ
ات بای لامباخ (به آلمانی: Edt bei Lambach) یک منطقهٔ مسکونی در اتریش است که در ناحیه ولس لند واقع شده‌است. ات بای لامباخ ۲۱ کیلومتر مربع مساحت دارد ۳۳۰ متر بالاتر از سطح دریا واقع شده‌است.